# Vjekoslav Majcen
Vjekoslav Majcen (Zagreb, 11. lipnja 1941. – Zagreb, 26. srpnja 2001.), hrvatski filmski povjesničar 

## Životopis
Rođen u Zagrebu. U rodnom gradu završio je Učiteljsku školu, diplomirao na Filozofskom fakultetu komparativnu književnost i pedagogiju. Na varaždinskom fakultetu informatičkih znanosti magistrirao 1991. godine. Doktorirao na matičnom fakukltetu 1999. godine s filmskopovijesnim temama. Radio kao učitelj diljem Hrvatske 11 godina. Zatim se zaposlio u Narodnom sveučilištu u Sesvetama 1972. godine, na kojem je ostao osam godina. Od 1980. je u Sindikatu do 1987., nakon čega je u Hrvatskoj kinoteci, Hrvatski državni arhiv. V.d. voditelja Hrvatske kinoteke 1988. – 1990. godine, poslije radi kao savjetnik. Predavao je na godišnjim seminarima Škole medijske kulture, Trakošćan (1999. – 2000.). Suinicijator projekta Filmskog centra u Zagrebu. 
Zanimalo se za filmska djela koja filmolozi i filmski kritičari većinom ignoriraju, smatraju dosadnim ili se čak gnušaju. Svu je "nedivljivu" domaću baštinu spasio iz zaborava i iznosio iz zaborava arhivskih depoa. Mnogo je pridonio za nalaženje filmske građe rane hrvatske kinematografije. Zaslužan za dokumentiranje i klasificiranje hrvatskog neprofesijskog filma i alternativne kinematografije. Bez njegova doprinosa gotovo je nemoguće danas retrospektivno doznati ikakav podatak o hrvatskom neprofesijskom filmu bez njegovog kataloga Filmska i video zbirka Hrvatskog saveza (1994.), u kojem je dokumentirao i klasificirao filmografiju i videografiju alternativne hrvatske kinematografije. Znatno je olakšao potragu za podatcima iz hrvatske profesionalne kinematografije svojim prinosom u pet Hrvatskih filmskih i video godišnjaka (1996. – 2000.)  za koje je iz dana u dan godinama prikupljao i kronološki obrađivao sve relevantne podatke o hrvatskom filmu devedesetih godina i njegove Filmografije hrvatskog filma 1990. – 2000. Hrvatsko društvo filmskih kritičara od 2010. dodjeljuje nagradu nazvanu po Vjekoslavu Majcenu, a dodjeljuje ju za izvrsnost na području izučavanja, očuvanja i popularizacije filmske baštine te filmske arhivistike.
Bio je urednik u časopisima:
- Zapis (početni naziv Bulletin; 1993. – 2000.)
- Hrvatski filmski ljetopis (1995. do 2001.)
- Hrvatski filmski i video godišnjak (1996. – 2001.)

## Djela
Napisao je radove iz povijesti hrvatskog filma i arhivistike, izradio više monografskih filmografija i bibliografija te projekt dokumentarističkog računalnog arhivističkog programa za audio-vizualno područje.
Napisao je knjige:
- Filmska i video zbirka Hrvatskog filmskog saveza: 1954. – 1993., (filmografija i videografija), Zagreb 1994.
- Filmska djelatnost Škole narodnog zdravlja 'Andrija Štampar', 1926. – 1960., Zagreb 1995.
- Hrvatski filmski tisak do 1945, Zagreb 1998.
- Oktavijan Miletić, Zagreb 2000. (suautor s Antom Peterlićem)
- Obrazovni film. Pregled povijesti hrvatskog obrazovnog filma, Zagreb 2001.
- Hrvatska filmografija (1991. – 2000.), (priredio), separat Hrvatskog filmskog ljetopisa 26/2001, Zagreb 2001.